# Clyde Lee
Clyde Wayne Lee (né le 14 mars 1944 à Nashville, Tennessee) est un ancien joueur américain de basket-ball.

## Biographie
Intérieur issu de l'université Vanderbilt, il était connu pour ses capacités au rebond et ses capacités de marquer dans la raquette. Lors de la saison 1964-65, il mena les Commodores à leur premier titre de champion SEC. Vanderbilt participa au Mideast Regional Finals en 1965, où ils s'inclinèrent face à Michigan, 87-85. Lors de sa saison senior (1965-66), il fut nommé "All-American" et "Southeastern Conference Player of the Year". Le journaliste sportif Howell Pesier l'a décrit comme "le meilleur joueur de l'histoire de Vanderbilt". Après quatre années à Vanderbilt, il fut sélectionné par les San Francisco Warriors au 3e rang de la draft 1966.
En 10 saisons NBA (1966 à 1976), passées avec les Warriors, les Atlanta Hawks et les Philadelphia 76ers, Lee inscrivit 5733 points et capta 7626 rebonds en 742 matchs. Il participa au NBA All-Star Game en 1968.  Par la suite, il est devenu commentateur radio des matchs de Vanderbilt.